# 파스칼 메르시어
페터 비에리(독일어: Peter Bieri, 1944년 6월 23일~2023년 6월 27일)는 빠스칼 메르시에(프랑스어: Pascal Mercier)라는 필명으로 잘 알려진 스위스의 작가이다.